# Alcimedonte

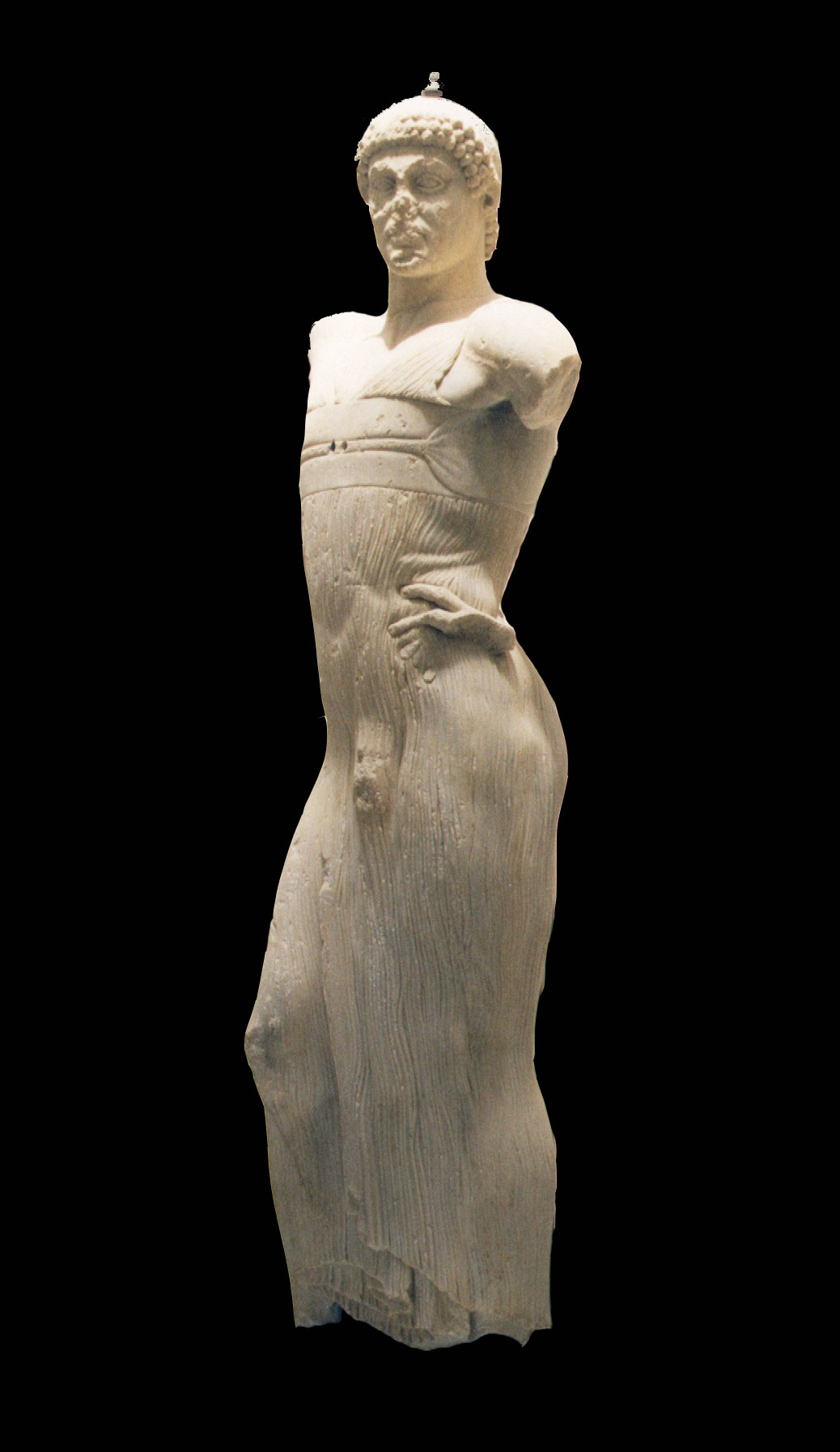
Auriga de Motia (Alcimedonte), obra griega del siglo V a. C.

Alcimedonte o Alcimedon (en griego Ἀλκιμέδων) es un personaje de la mitología griega.
Era hijo de Laerces y uno de los cinco jefes de los mirmídones en el contingente liderado por Aquiles en la Guerra de Troya, mencionado por Homero en la Ilíada, cantos XVI y XVII.
Cuando el combate a muerte entre Patroclo, que llevaba la armadura de Aquiles y Héctor, venciendo este último, Alcimedonte se hace cargo del carro de Aquiles, arrastrado por los inmortales corceles Janto y Balio, pues es descrito como un excelente conductor de carros, personalmente dirigió el carro de Aquiles, sustituyendo a Automedonte para que pudiera seguir luchando a pie en la terrible batalla por el cuerpo de Patroclo. Para protegerse, Automedonte le pide que mantenga a los caballos cerca de él, guardándole la espalda.
Pausanias, después de la Ilíada, cuenta cómo el héroe fue herido de muerte por Eneas durante una de las muchas batallas bajo las murallas de Troya. 
Alcimedonte tuvo una hija llamada Fíalo que tuvo una aventura amorosa con Heracles. Su padre se opuso tanto a esta unión que expuso a Fialo y a su hija, nacida del héroe  con el nombre de Ecmágoras, en una montaña para una muerte segura. Heracles logró encontrarlas y salvarlas.
Alcimedonte fue identificado por el arqueólogo Lorenzo Nigro en el Efebo de Motia, una escultura griega del siglo V a. C. que fue encontrado en Motia, una pequeña isla siciliana, antiguo asentamiento fenicio.